# Trękusek
Trękusek (deutsch Klein Trinkhaus) ist ein Ort in der polnischen Woiwodschaft Ermland-Masuren. Er gehört zur Gmina Purda (Landgemeinde Groß Purden) im Powiat Olsztyński (Kreis Allenstein).

## Geographische Lage
Trękusek liegt im Westen der Woiwodschaft Ermland-Masuren, zwölf Kilometer südöstlich der Kreis- und Woiwodschaftshauptstadt Olsztyn (deutsch Allenstein).

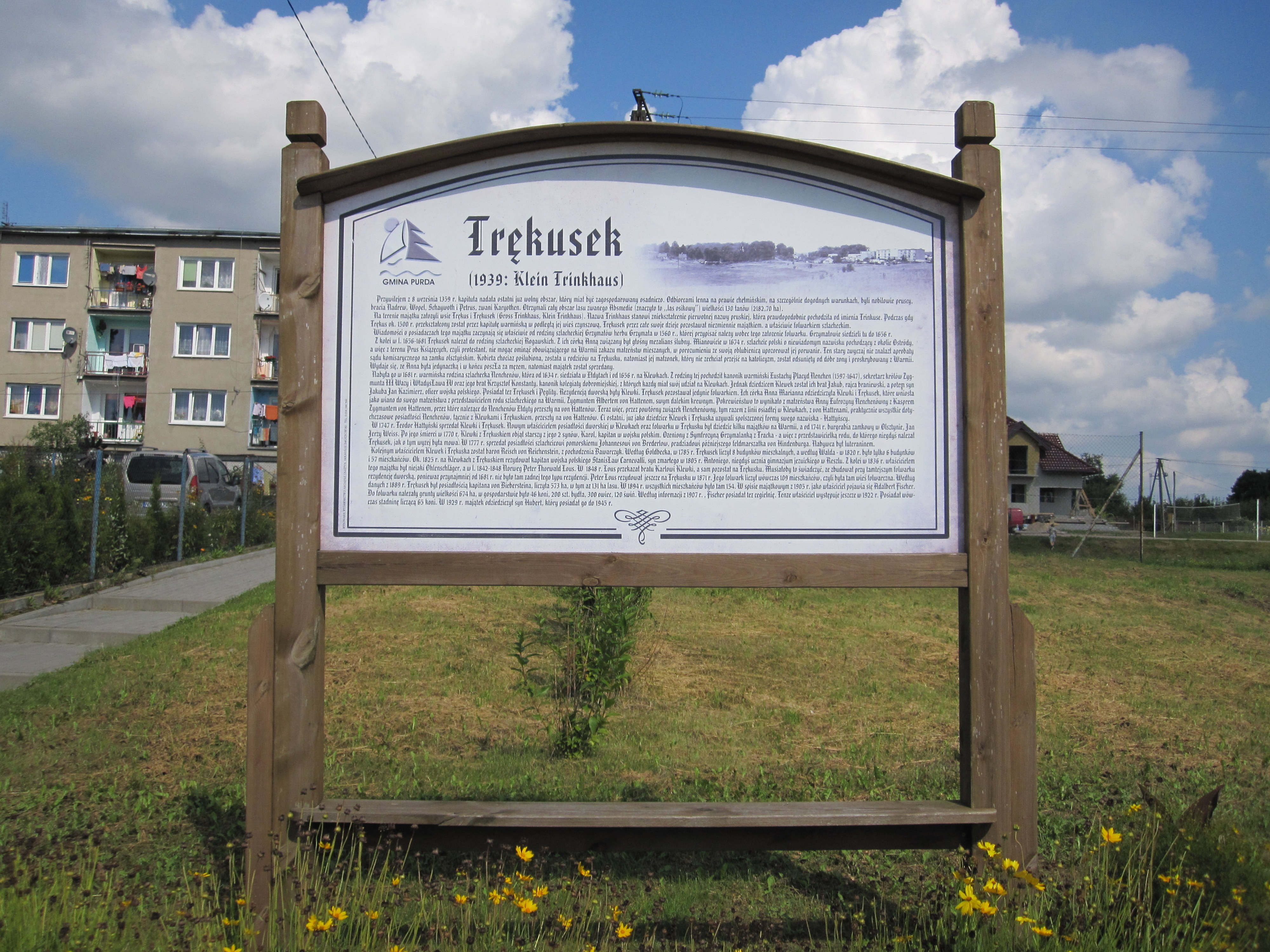
Gedenktafel zur 650-Jahr-Feier von Trękusek/Klein Trinkhaus am 19. September 2009

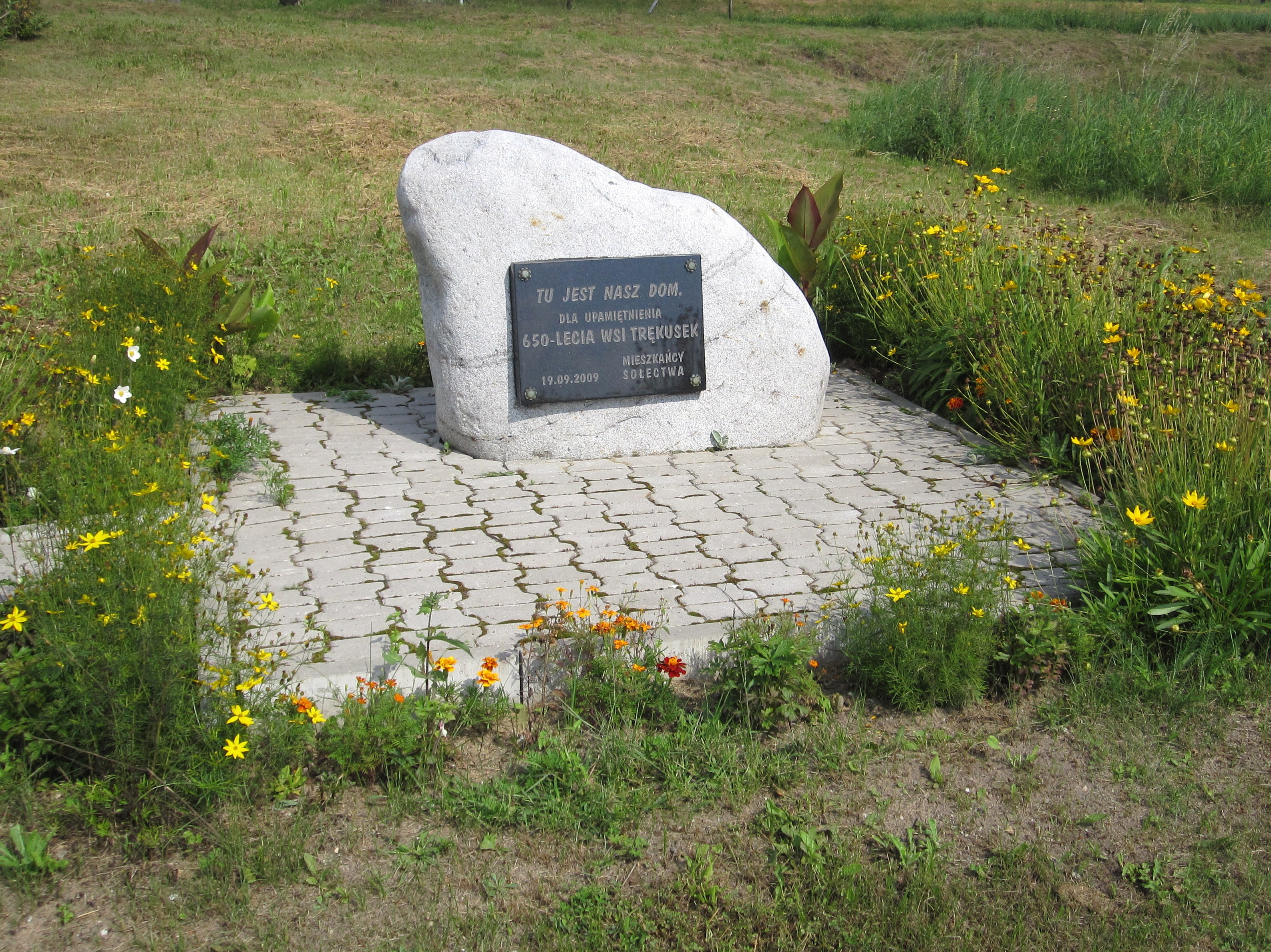
Gedenkstein dazu

|  |

## Geschichte

### Ortsgeschichte
Das später große Gut Klein Trinkhaus, um 1785 auch Neu Trinkhaus, entstand im Jahre 1359: am 8. September desselben Jahres gründeten die vier Brüder Karoythen das Dorf zusammen mit den Nachbarorten Groß (Alt) Trinkhaus (polnisch Trękus) und Kalborno (Kaborno). Im Jahre 1820 zählte das „adlige Dorf“ sechs Feuerstellen bei 57 Einwohnern.
Am 7. Mai 1874 wurde Klein Trinkhaus Amtsdorf und damit namensgebend für einen Amtsbezirk im Kreis Allenstein im Regierungsbezirk Königsberg (ab 1905: Regierungsbezirk Allenstein) in der preußischen Provinz Ostpreußen. Im Jahre 1910 zählte der Gutsbezirk Klein Trinkhaus 132 Einwohner.

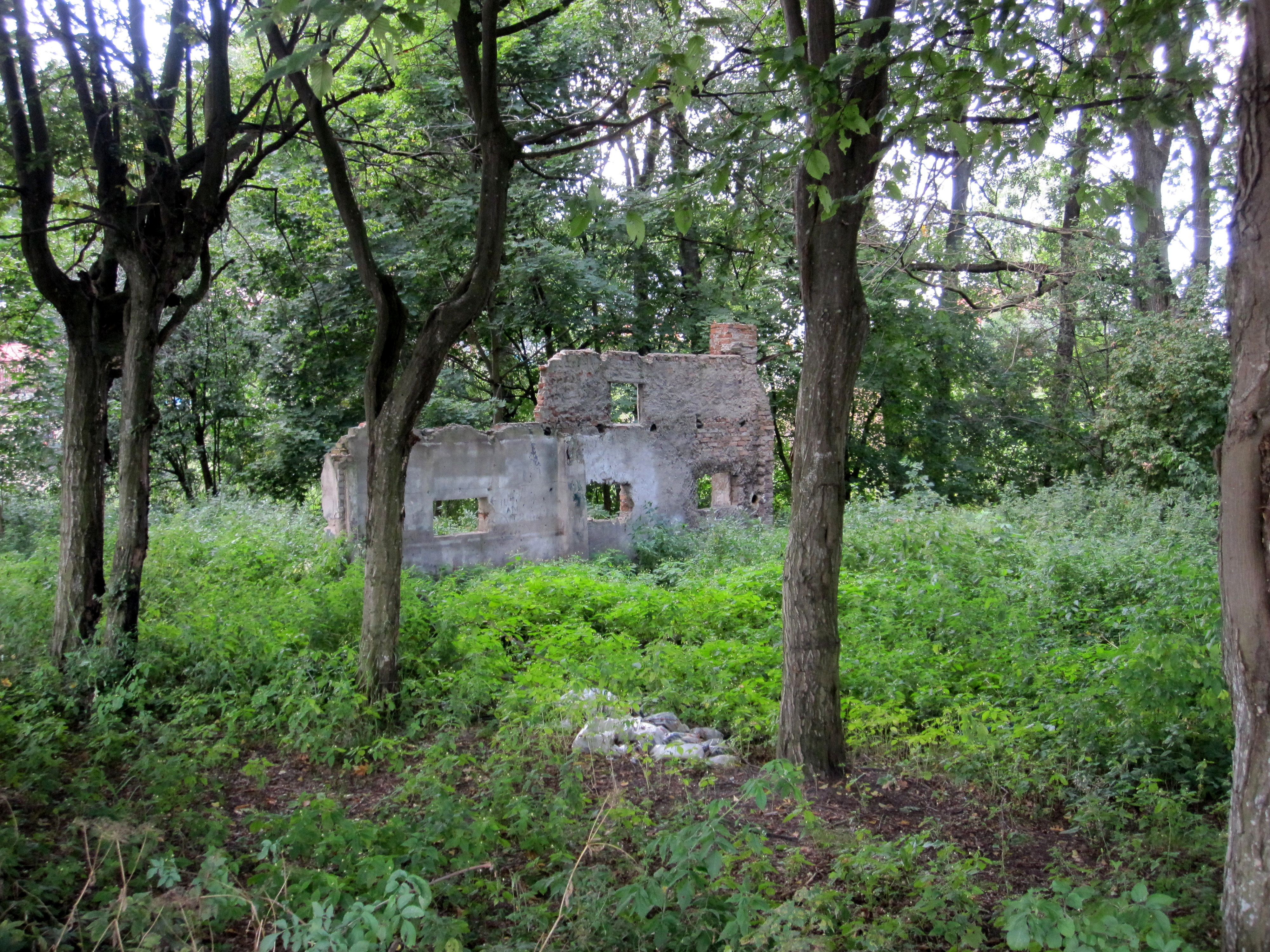
Ruinenreste des einstigen Guts Klein Trinkhaus im heutigen Trękusek

Am 17. Oktober 1928 verlor Klein Trinkhaus seine Selbständigkeit, als sich der Gutsort in die benachbarte Landgemeinde Kalborno (1934 bis 1945 Kalborn, polnisch Kaborno) eingliedern ließ.
Als 1945 das gesamte südliche Ostpreußen in Kriegsfolge an Polen fiel, erhielt Klein Trinkhaus die polnische Namensform „Trękusek“. Heute ist das Dorf eine Ortschaft im Verbund der Landgemeinde Purda (Groß Purden) im Powiat Olsztyński (Kreis Allenstein), von 1975 bis 1998 der Woiwodschaft Olsztyn, seither der Woiwodschaft Ermland-Masuren zugehörig. Am 19. September 2009 feierte das Dorf Trękusek sein 650-jähriges Bestehen.

### Amtsbezirk Klein Trinkhaus (1874–1945)
Zu dem am 7. Mai 1874 errichteten Amtsbezirk Klein Trinkhaus gehörten drei Dörfer, denen im Laufe der Jahre noch andere wegen struktureller Änderungen folgten:
| Deutscher Name                                         | Polnischer Name | Anmerkungen |
| ------------------------------------------------------ | --------------- | --- |
| Kalborno 1934–1945 Kalborn                             | Kaborno         | |
| Klein Trinkhaus                                        | Trękusek        | 1928 nach Kalborno eingemeindet |
| Wyranden 1938–1945 Wiranden                            | Wyrandy         | |
| ab 1883: Wygodda 1938–1945 Waldruh                     | Wygoda          | nach Bruchwalde eingemeindet |
| ab 1883: Rykowitz 1938–1945 Rickenhof                  | Rykowiec        | 1896 in den Amtsbezirk Oberförsterei Ramuck umgegliedert, vor 1908 in den Gutsbezirk Ramuck, Forst ein- und in den Amtsbezirk Klein Trinkhaus zurückgegliedert |
| nach 1908: Ramuck, Forst (teilw.) 1929–1945 Bruchwalde | Bruchwałd       | 1929 in die neue Landgemeinde Bruchwalde umgewandelt |

Am 1. Januar 1945 bildeten nur noch die Dörfer Bruchwalde, Kalborn und Wiranden den Amtsbezirk Klein Trinkhaus.

## Kirche

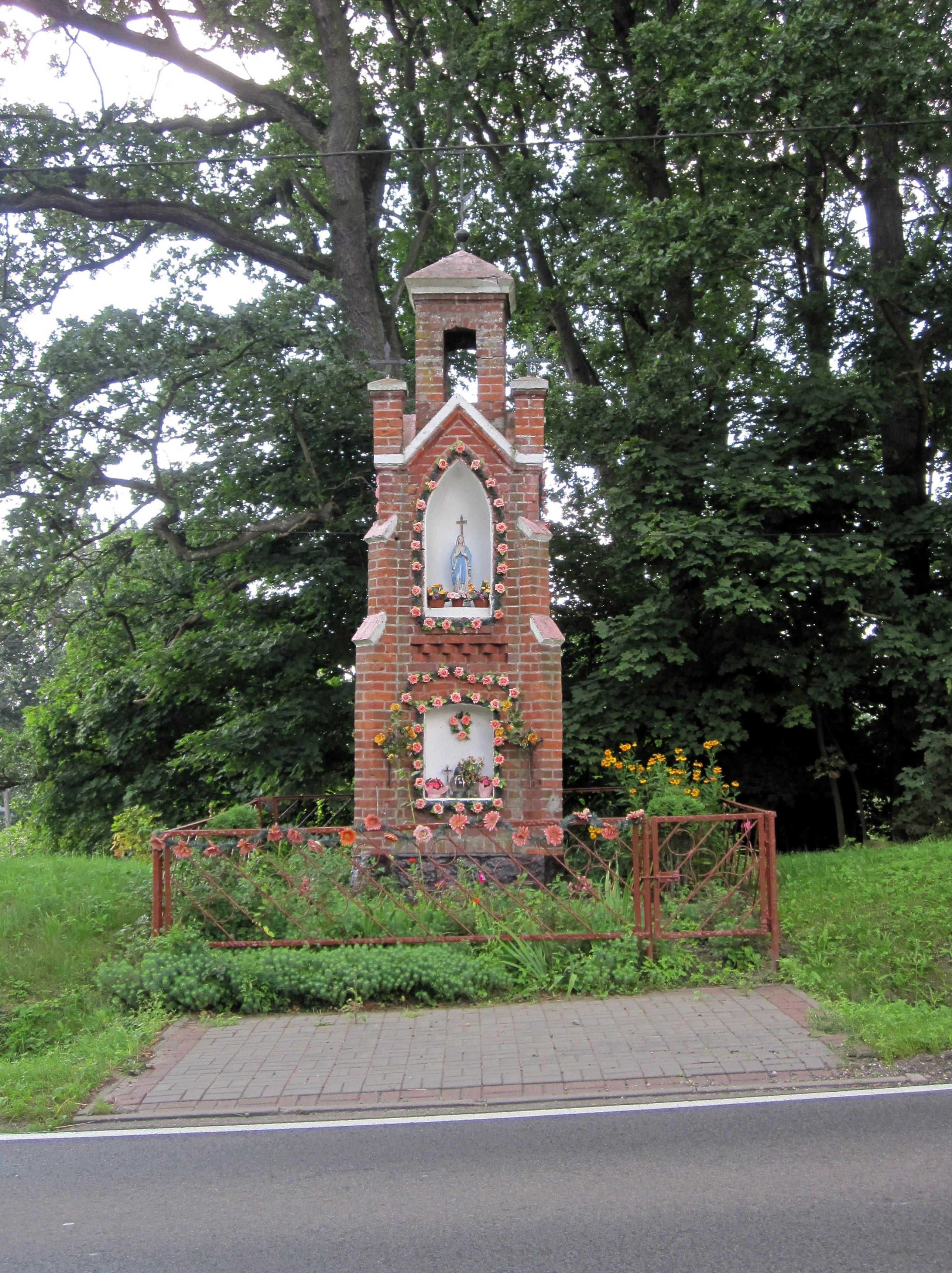
Bildstock in Trękusek

Bis 1945 war Klein Trinkhaus in die evangelische Kirche Allenstein in der Kirchenprovinz Ostpreußen der Kirche der Altpreußischen Union, außerdem in die römisch-katholische Kirche Klaukendorf im damaligen Bistum Ermland eingepfarrt.
Heute gehört Trękusek evangelischerseits zur Christus-Erlöser-Kirche Olsztyn in der Diözese Masuren der Evangelisch-Augsburgischen Kirche in Polen, sowie katholischerseits zur St.-Valentins-Kirche in Klewki im jetzigen Erzbistum Ermland.

## Verkehr
Trękusek liegt an der verkehrsreichen polnischen Landesstraße 53 (einstige deutsche Reichsstraße 134), die von Olsztyn (Allenstein) über Szczytno (Ortelsburg) bis nach Ostrołęka in der Woiwodschaft Masowien führt. Außerdem enden zwei von Nachbarorten kommende Nebenstraßen in Trękusek.
Die Bahnstrecke Olsztyn–Ełk (deutsch Allenstein–Lyck) verläuft am westlichen Ortsrand Trękuseks, allerdings ohne Halt. Die nächste Bahnstation ist südlich gelegene Marcinkowo (Alt Mertinsdorf, 1939 bis 1945 Alt Märtinsdorf).